# Haus Sabelsberg

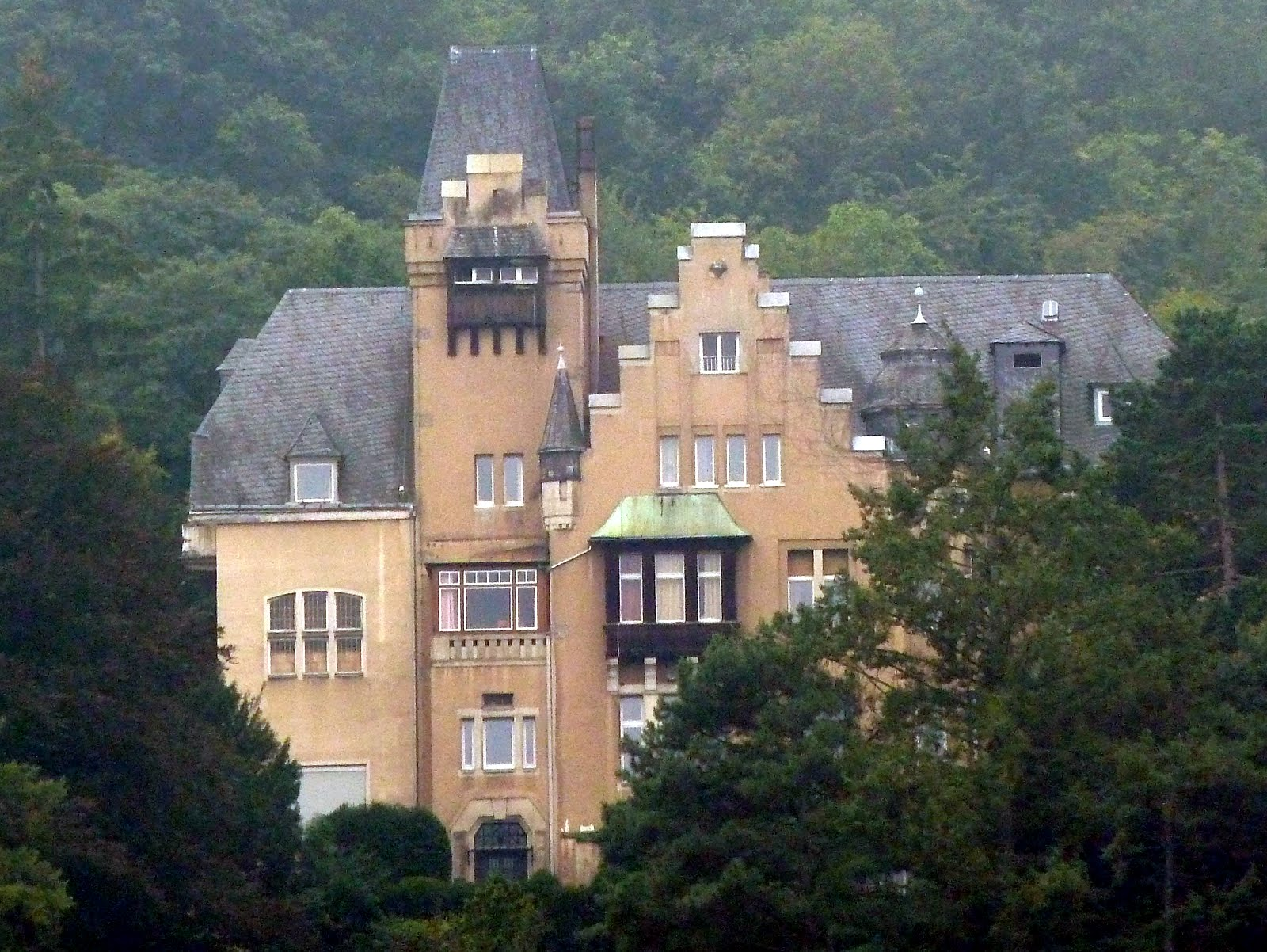
Haus Sabelsberg

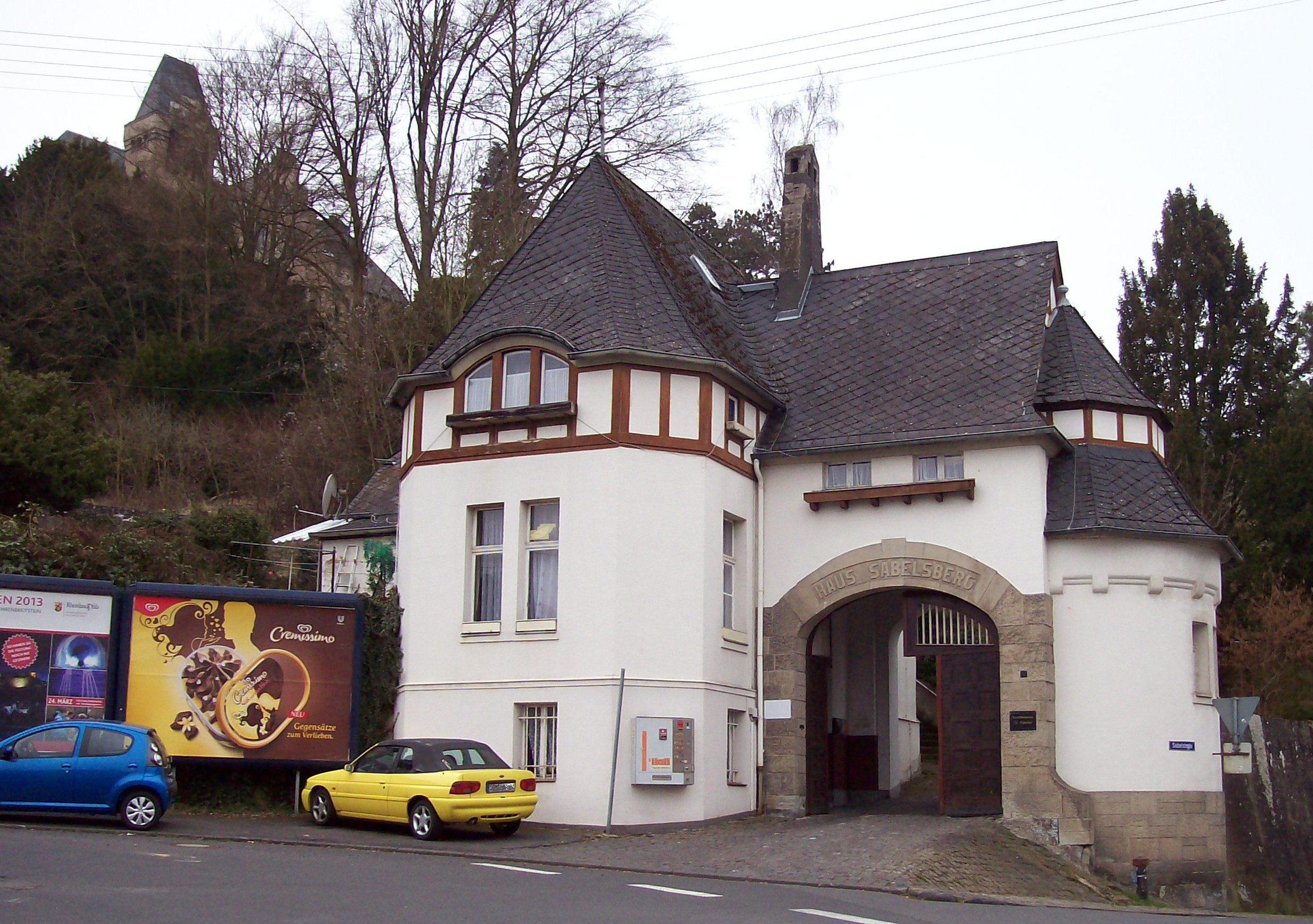
Links im Hintergrund steht Haus Sabelsberg, das Gebäude im Vordergrund ist das Torhaus der Villa.

Das Haus Sabelsberg ist eine auf einer Erhöhung gelegene Villa in der Stadt Boppard. Sie wurde 1910 erbaut und in den 1960er Jahren erweitert. Das denkmalgeschützte Gebäude beherbergte unter anderem Schulen und Konvente. Die Villa wird auch St. Carolus genannt. Dieser Name geht auf die ehemalige dort angesiedelte Fachschule der Borromäerinnen für Haushalt und Soziales zurück.

## Lage
Das Haus Sabelsberg hat die Anschrift Sabelstraße 27 in Boppard. Es liegt somit am heutigen südwestlichen Rand des Ortsbezirks Boppard der Stadt Boppard unterhalb der Mittelterrasse Sabel, nach der die Villa und die Straße ihren Namen erhielten. Der Zugang zur Villa erfolgt durch ein Torhaus, das sich an der Mündung der Buchholzer Straße auf die Sabelstraße befindet.

## Geschichte
Freifrau von Böskeneck ließ 1910 das Haus Sabelsberg als Villa mit umliegendem Park und Kutscherhaus errichten. Während der Inflation verarmte Freifrau von Böskeneck und verkaufte 1923 das Haus an einen niederländischen Geschäftsmann. Zwischen 1925 und 1926 erwarb die allgemeine Ortskrankenkasse Rheydt die Villa und baute sie zu einem Erholungsheim für ihre Versicherten um. Das Kutscherhaus wurde dabei zu einem Badehaus umgebaut. Das Haus bekam den Namen Rheydter Krankenhaus und am Hauptgiebel wurde ein heute nicht mehr vorhandenes, drei Meter hohes Rheydter Stadtwappen angebracht. Durch ein Gesetz wurde das Haus Sabelsberg 1934 in den Besitz der Landesversicherungsanstalt Düsseldorf überführt. 1945, nach dem Ende des Zweiten Weltkriegs diente die ehemalige Villa zunächst als Erholungsstätte für Soldaten der britischen Royal Air Force. Später wurde sie auch von amerikanischen Soldaten als Erholungsstätte genutzt. Während der französischen Besatzung wurde das Haus dann als Offizierskasino genutzt. Im Jahr 1948 erhielt die Landesversicherungsanstalt das Haus zurück und begann das Haus zu renovieren. Nachdem das Haus 1949 erneut beschlagnahmt wurde, verlor die Landesversicherungsanstalt das Interesse und die ehemalige Villa stand in den Folgejahren leer.
Im Jahr 1956 erwarb die Stiftung Hospital zum Heiligen Geist das Haus Sabelsberg samt dem Park für 680.000 DM. Um Platz für einen Ausbau des am Rhein gelegenen Hospitals zu erhalten, erhielt in einem Tausch der Borromäerinnenorden Haus Sabelsberg. Die Borromäerinnen gaben dafür das neben dem Hospital befindliche Carolus-Haus und das Personalhaus in der Niederstadtstraße an die Stiftung ab. Neben dem Krankenhaus leiteten die Borromäerinnen in Boppard noch die von Johann Baptist Berger gegründete Waisenhausstiftung und eine Fachschule für Haushalt und Soziales. Mit ihrer Fachschule St. Carolus zogen die Borromäerinnen 1957 in das Haus Sabelsberg. Nach dem Umzug wurde es um einen östlichen Anbau mit Kapellenraum und wenig später auch um einen westlichen Anbau erweitert. Diese Umbaumaßnahmen dauerten bis 1959. Im Jahr 1966 wurde durch den Orgelbauer Willi Peter in der Kapelle eine Orgel mit einem Manual und einem Pedal aufgestellt. Ende der 1970er Jahre ließen die Borromäerinnen ein altes Steinkreuz, das von einem Friedhof aus Bingen am Rhein stammte, wo zahlreiche Borromäerinnen ihre letzte Ruhestätte gefunden hatten, im Park aufstellen.
In den 1990er Jahren hatte sich wegen Nachwuchsmangel die Anzahl der Borromäerinnen in Boppard so weit verringert, dass die Ordensschwestern von Haus Sabelsberg wieder zum Krankenhaus abgezogen wurden, um sich dort auf ihre Kernaufgaben die Alten- und Krankenpflege zu konzentrieren. Das mittlerweile in den Besitz der Bopparder Pfarrgemeinde Sankt Severus übergegangene Haus Sabelsberg wurde im Jahr 2002 von sieben Sacred-Heart-Schwestern bezogen, deren Orden auf Matthew Kadalikattil zurückgeht. Auch sie übernehmen in Boppard Arbeiten in der Pflege im Krankenhaus und dem daran angeschlossenen Altenheim. Nachdem die Borromäerinnen auch vom Gemeindezentrum St. Michael ins Krankenhaus umgezogen waren, verließ der Konvent der Sacred-Heart-Schwestern das Haus Sabelsberg und zog 2010 ins Gemeindezentrum. Außerdem wurden in den 2000er Jahren Räumlichkeiten der Villa von der Bopparder Janusz-Korczak-Schule genutzt. Diese wurde im Jahr 2012 geschlossen, die Räumlichkeiten in Haus Sabelsberg wurden schon einige Jahre früher nicht mehr benötigt.
Im Jahr 2012 wurde die Fazenda da Esperança nach Boppard berufen. Ihnen wurde angeboten, das Haus Sabelsberg zu beziehen. Ab August 2012 bewohnten Mitglieder der Fazenda da Esperança immer wieder für einige Wochen die ehemalige Villa, um sich einen Überblick über das stark sanierungsbedürftige Haus zu verschaffen. Am 8. September 2013 wurde dann die weltweit 91. Fazenda da Esperança durch den Trierer Bischof Stephan Ackermann in Haus Sabelsberg eröffnet.
Bis Februar 2014 war das Torhaus der Villa noch an eine Familie vermietet, die dort auch wohnte. Ab Oktober 2014 wurde das Torhaus hauptsächlich durch Eigenleistungen der Mitglieder der Fazenda denkmalgerecht saniert. Die Pläne für diese Sanierung wurden von dem Bopparder Architekten Podehl erarbeitet. Am 19. März 2016 wurde das denkmalgerecht sanierte Torhaus feierlich eingeweiht. Dieses dient nun als Wohnraum für die Fazenda-Gemeinschaft, die in einem nächsten Schritt die Villa Sabelsberg sanieren möchte.

## Beschreibung
Zu Haus Sabelsberg gehört neben einem großen Park auch ein Torhaus. Von diesem aus führt eine Straße durch den Park den Berg hinauf bis an den Hintereingang der Villa.

### Außen
Die burgartige, von einem Park umgebene, zweigeschossige Villa steht weithin sichtbar auf einem Hang oberhalb der Sabelstraße. Die stadtseitige Fassade untergliedert sich in drei Teile, was sich durch die Anbauten in den 1950er Jahren erklärt. Die mittlere Fassade besteht aus zwei verschieden breiten Achsen mit lisenengegliedertem Treppengiebel. Im Obergeschoss befindet sich in der linken dreifachgekuppelten Achse der Hauptfassade ein Holzerker mit gewalmtem Dach, der von ausgekragten Konsolen getragen wird. Im zweistöckigen Giebel sind im unteren Geschoss vier schmale und im oberen Geschoss ein rechteckiges Fenster. Rechts vom Giebel befindet sich ein polygonaler Turm mit Lienengliederung, Wappenschilden an den Brüstungen und mit abschließenden Bogen- und Kassettenfriesen. In Traufhöhe des Hauptdaches ist der Turm verschiefert. Als Dach trägt er eine geschweifte Haube. Links des Giebels befindet sich ein auskragendes Ecktürmchen mit Spitzhelm. Zur Bergseite hin hat die Villa ein Satteldach mit halbem Walm.
Östlich an den mittleren Gebäudeteil schließt sich die Achse des fünfgeschossigen Hausturms an. In dieser Achse befindet sich ein gestuftes Sandsteinportal mit gebrochenem Sturz und eisenbeschlagener Tür. Eine Freitreppe führt zu diesem Portal. Im zweiten Obergeschoss neben dem Erker befindet sich ein Wintergarten. Unterhalb des Wintergartens endet der Portalrisalit. Das oberste Geschoss hat einen auf Konsolen befindlichen Holzerker. Der Turm endet mit einem steilen Schwertdach.
Anstelle des östlichen Anbaus von 1957 befand sich auf Höhe des Obergeschosses eine breite Terrasse. Nördlich vor der Villa befindet sich in der Breite der ursprünglichen Villa von 1910 noch heute eine Terrasse mit Steingeländer. Das Terrassentor und die Erdgeschossfenster auf der Südseite des Hauses haben gusseiserne Dornengitter.

### Innen
An den Haupteingang schließt sich eine Eingangshalle mit Kreuzgratgewölbe an. Das Treppenhaus hat eine gegenläufige Holztreppe mit einem hölzernen Geländer im Stil der Bauzeit. Die Rahmen der Zimmertüren haben einen geschwungenen Sturz und die Türblätter tragen eine Verglasung. Die ehemaligen Wohnräume im nördlichen, stadtzugewandten Teil des Hauses haben Stuckrahmendecken.

### Torhaus
Das zwischen Buchholzer Straße und Park befindliche Torhaus hat drei Stockwerke. Im Gegensatz zu dem niedrigen Sockel- beziehungsweise Obergeschoss hat das Hauptgeschoss eine hohe Deckenhöhe. Zur Straße hin hat die Villa eine polygonal gebrochene Fassade mit zwei gekuppelten rechteckigen Fenstern zur Stirnseite hin. Das darüber anschließende Obergeschoss hat einen Drempel aus Fachwerk. Nördlich schließt sich der Torflügel mit korbbogiger Durchfahrt an. Über dem Tor befindet sich die Inschrift „HAUS SABELSBERG“. An der Nordseite, an den Torflügel anschließend, befindet sich eine halbrunde Apsis. Ein Satteldach aus Schiefer, das über dem Wohnteil gewalmt ist, schließt das Obergeschoss ab.

## Denkmalschutz
Die Gesamtanlage, bestehend aus der Villa, dem Garten und dem Torhaus, ist geschützt als eingetragenes Kulturdenkmal im Sinne des Denkmalschutz- und -pflegegesetzes (DSchG) des Landes Rheinland-Pfalz. Außerdem ist sie seit 2002 Teil des UNESCO-Welterbes Oberes Mittelrheintal.